# Альтштеттер, Йозеф
Йозеф Альтштеттер (нем. Josef Altstötter; 4 января 1892, Бад-Грисбах-им-Ротталь, Бавария — 13 ноября 1979, Нюрнберг, Бавария) — юрист, работник министерства юстиции Германии, руководитель отдела по вопросам расового законодательства. В 1947 году на Нюрнбергском процессе Йозеф Альтштёттер был обвинён в причастности к военным преступлениям и преступлениям против человечности.

## Биография
Йозеф Альтштеттер родился 4 января 1892 года в Бад-Грисбахе, Бавария. После окончания средней школы в Ландсхуте начал изучать юриспруденцию в Мюнхене и Эрлангене с 1911 года. Обучение было прервано с началом мобилизации для участия в Первой мировой войне.
В 1920 году Альтштеттер стал практикующим юристом в Мюнхене, а с 1921 году начал работать в министерстве юстиции Баварии. Через шесть лет получил повышение и перешёл работать в главное управление министерства юстиции, а в 1933 году — в Верховный суд в Лейпциге. Спустя три года, в 1936 году, стал членом Национального суда по трудовым спорам (нем. Reichsarbeitsgericht). По невыясненным причинам оставил службу, к которой вернулся только 1 января 1943 года.
С этого момента и до конца Второй мировой войны занимал должность министерского директора в министерстве юстиции (нем. Reichsministerialdirektor). В его ведение входило и так называемое расовое законодательство (нем. Rassengesetzgebung). Среди резонансных решений подконтрольного ему ведомства было введение в силу поправки к закону о наследстве и семейном праве, согласно которой после смерти евреев их собственность автоматически переходила в собственность государства.
До 1933 года Альтштеттер состоял в организации фронтовиков Первой мировой войны «Стальной шлем». После прихода к власти Гитлера и реформирования военных организаций Йозеф стал членом штурмовых отрядов SA, где получил личный номер 3 I (нем. SA-Nummer: Mitglied 3 I). 15 мая 1937 года вступил в ряды СС (удостоверение № 289 254), где до 1944 года дослужился до звания Оберфюрера. В сентябре 1938 года стал членом НСДАП (партийный билет № 5 823 836). Йозеф Альтштеттер дружил с высокопоставленными лидерами СС, такими как Генрих Гиммлер, Эрнст Кальтенбруннер и Готтлоб Бергер.
На Нюрнбергском процессе в 1947 году рейхсминистру юстиции Альтштеттеру были предъявлены обвинения в причастности к военным преступлениям и преступлениям против человечности. Однако по предъявленным обвинениям он был оправдан, а осуждён лишь за принадлежность к СС. По приговору суда 4 декабря 1947 года он получил пять лет тюрьмы, но был освобождён уже через два с половиной года — в 1950 году.
На свободе Альтштеттер работал юристом в Нюрнберге с 1950 по 1966 год. Умер в 1979 году в том же городе.